# Живі — безсмертним

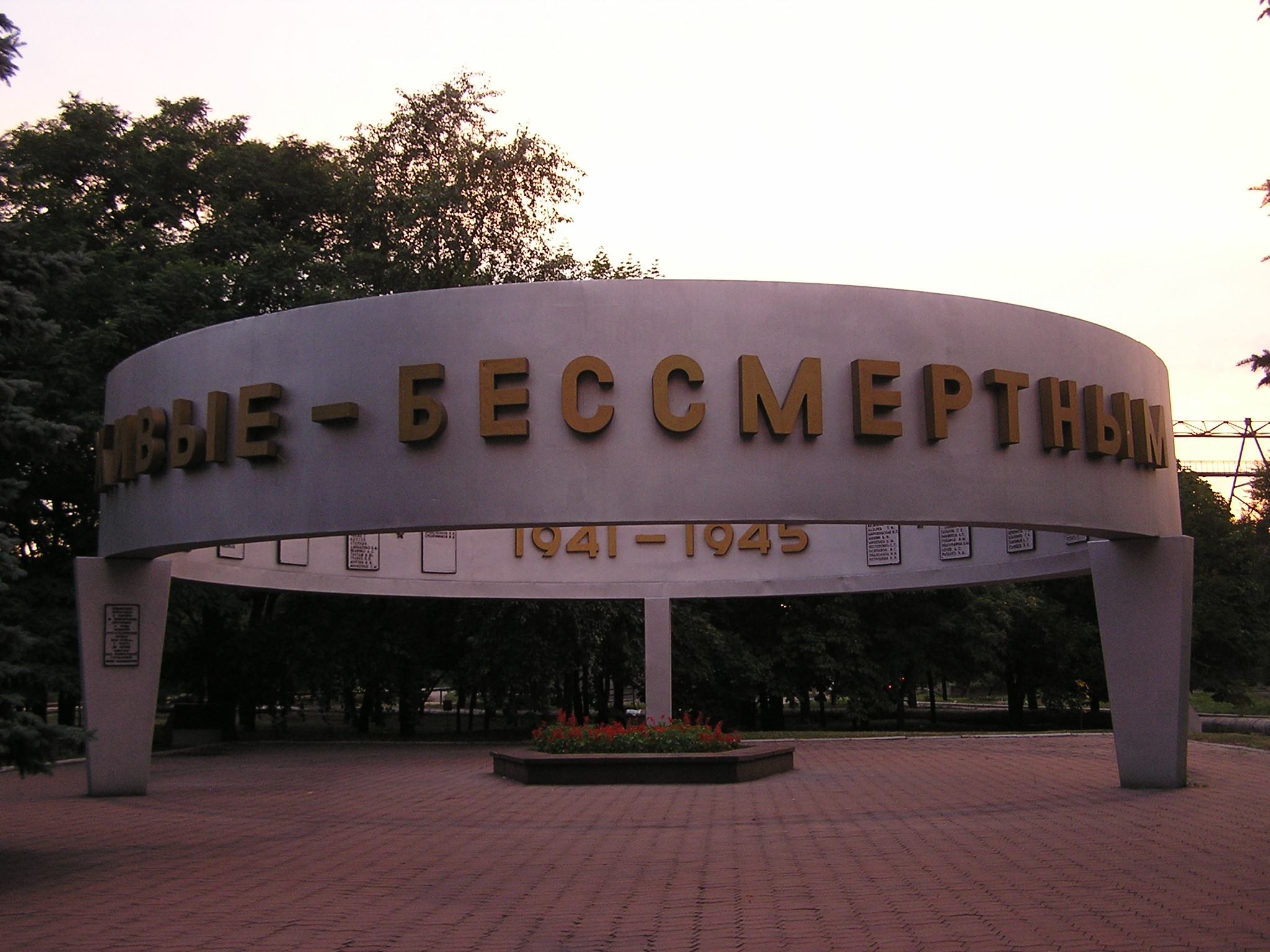
Меморіал «Живі — безсмертним»

«Живі — безсмертним» — меморіал у Ленінському районі Донецька. на території Донецького металургійного заводу. Географічні координати: 47°58′42.05″ пн. ш. 37°48′23.97″ сх. д. / 47.9783472° пн. ш. 37.8066583° сх. д.. Автор меморіалу — В.Я. Мілютін.

## Історія
Меморіал створено в 1970 році, на честь працівників Донецького металургійного заводу, які загинули у Німецько-радянській війні. Створення пам'ятника було приурочено до двадцять п'ятої річниці перемоги СРСР над Німеччиною у Німецько-радянській війні.
У монумента проходять заводські заходи, присвячені Дню перемоги.

## Опис

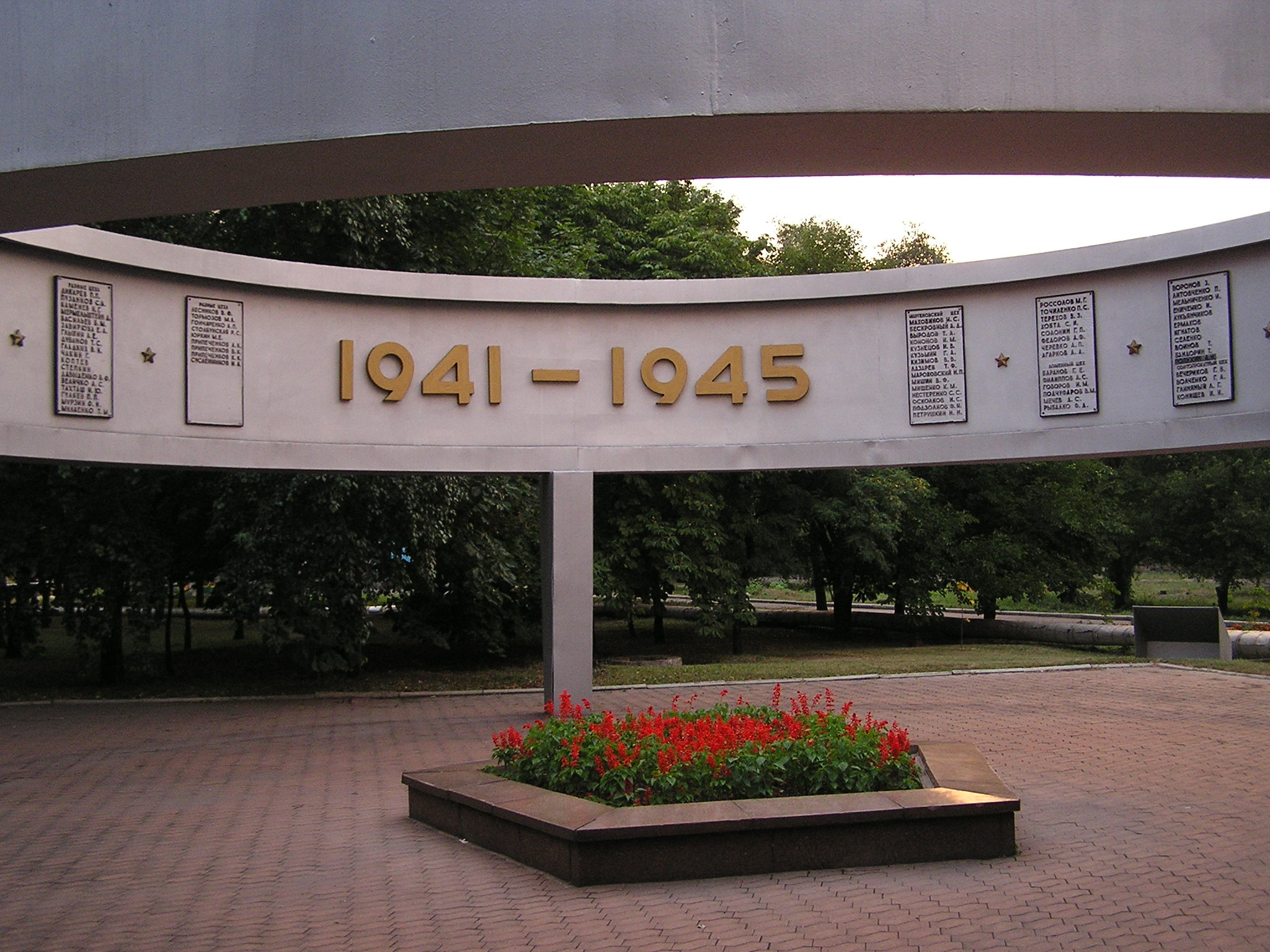

Меморіал являє собою кільце, яке стоїть на трьох опорах. На зовнішній стороні кільця напис: «ЖИВІ — БЕЗСМЕРТНИМ». На внутрішній стороні кільця розміщені меморіальні таблички з іменами загиблих працівників Донецького металургійного заводу і цехами та відділами заводу, в яких вони працювали. Між табличками розташовані п'ятикутні зірки. Крім табличок на внутрішній стороні кільця розміщені два написи: «1941-1945» — роки Великої Вітчизняної війни та «XXV» — римський запис числа 25, річниці перемоги. На одній з опор розташована табличка, що пояснює на честь чого створений монумент. У центрі кільця розбита п'ятикутна клумби. Біля меморіалу встановлено поклінний хрест на знак пам'яті про 259 співробітників заводу, які загинули в роки війни.